# Кризис образования в России
Кризис образования в России — состояние системы образования в России.

## Проблемы

### Кризис среднего образования, кризис школьного образования
Среднее образование в России подвержено следующим проблемам:
- У учителей возникают проблемы с мотивацией и профессиональным выгоранием. В университете будущему педагогу ставят одни цели в жизни и карьере, но все это подменяется совершенно другими при столкновении с системой на первом же рабочем месте. Так умирает внутренняя мотивация, а внешняя, в том числе выраженная в заработной плате, зачастую отсутствует изначально. Учителя находятся в уязвимом положении как перед чиновниками и руководством, так и перед родителями[3].
- Буллинг (травля) в школе[3].
- Образование ориентируется только на трансляцию и усвоение знаний, исключая прививание навыков самостоятельной интеллектуальной деятельности[4]. Образование должно содержать фундаментальные духовные ценности[5].
- Снижение у детей мотивации к познаниям[6].
- Рейтингово-отчётная система образования давит на учителя. Департаменты образования требуют высоких рейтингов и оценок у учебных заведений, таким образом учитель лишается последних рычагов воздействия на учащихся[7].
- Информатизация и гаджетизация подростков. Гаджеты формируют «клиповый» порядок восприятия информации, когда предмет рассмотрения не изучается, а проглатывается, усваиваются лишь части знания. Интернет, вытесняя другие значимые фигуры и авторитеты из круга внимания ребенка и подростка, никакой полноценной замены им не предложил. Интернет заполнил образовавшуюся психологическую и педагогическую пустоту суррогатами — вроде модных жанров, медийных звёзд и мемотворцев. Уход детей в компьютерный мир зачастую обусловлен тем, что родители эгоистически высвобождают таким образом собственное время и тем лишь усугубляют психо-эмоциональный разрыв поколений[8].
- Дети видят, что учителя являются низкооплачиваемыми категориями специалистов, они воспринимаются молодёжью как «лузеры», интеллект и образование которых не заслуживают того, чтобы их уважать или рассматривать как ориентир[9]. В тоже время СМИ, реклама формирует в человеке стиль жизни, основными принципами которого являются прагматизм, утилитаризм, забота о теле и развлекательность[5].
- У учителя в школе нет рычагов давления на ученика, у молодых людей имеются искажения восприятия себя как продвинутых и крутых[9].
- Отсутствие объективности оценивания учебно-воспитательной деятельности школ и каждого учителя[10].
- Увеличение нагрузок в школьном образовании. На старшеклассников помимо основной учебной деятельности ложится домашняя работа, углубленные занятия, подготовительные курсы, занятия с репетиторами[10].

### Кризис высшего образования
Высшее образование в России подвержено следующим проблемам:
- Снижение лекций и практики в вузах. Во многих вузах сокращаются такие формы учебной работы, как лекции и практические занятия. В качестве замены выступает самостоятельная работа. Увеличение времени на самостоятельную работу при уменьшении контактных форм обучения ведёт к снижению уровня образования. Снижается роль личности преподавателя. Исторически за многими талантливыми людьми стояли талантливые учителя[11].
- Снижение статуса университета. Университетами стали все заурядные педагогические институты. Появились университеты гуманитарные, технические и медицинские. Большинство высших учебных заведений в России стали университетами по формальным признакам и критериям, но не по содержанию[12].
- Бюджетные вливания в вузы с непонятной отдачей и непонятыми целями[13].
- Рост вузовской номенклатурной бюрократии, зарплаты которой не ниже, если не выше преподавательского состава, а количество никак не ограничено численностью студентов и часами нагрузки[13].
- Российское государство не заинтересовано в развитии негосударственных, независимых образовательных учреждении. Претензии к частным вузам затрагивают такие «фундаментальные» для качества вуза проблемы как наличие физкультурного зала или огнетушителей и не затрагивают качество обучения (поскольку оценка качества образования трудоемкая процедура)[13].
- Российское государство заинтересовано в сокращении бюджетных расходов на государственное образование, на что направлен целый ряд мер[13].

- Падение уровня заработной платы и уровня жизни преподавателей вузов начиная с 1990-х годов. В 2012 году вышел указ Президента РФ о повышении заработной платы преподавателей и учителей с тем, чтобы она приблизилась к средней зарплате по региону. Однако не было предусмотрено никакого выделения средств из бюджета для исполнения этого указа. В результате указ стимулировал снижение количества преподавателей и увеличение учебной нагрузки, которая и так является одной из самых высоких в мире. Одним из механизмов сокращения стало введение «эффективных контрактов», которое преподаватели восприняли как еще один инструмент давления и усиления эксплуатации. Мерой, ведущей к сокращению преподавателей стал переход к бакалавриату в отличие от пятилетнего обучения специалиста, он подразумевает обучение на протяжении четырех лет, обучение менее специализировано, что позволяет сокращать количество преподавателей[14].
- Сокращение преподавателей и рост учебной нагрузки[15].
- Невозможность эффективного контроля знаний студентов по причине зависимости судьбы вуза от формального показателя численности учащихся[15].
- Реорганизации учебных заведений[15].
- Конкурсы на должности преподавателей со сниженными ставками. Крайне неблагоприятные экономические и психологические условия для работы преподавателей[16].
- Увеличение бюрократизма работы преподавателей для успешного прохождения вуза через очередную процедуру аккредитации и удовлетворения запросов государственной бюрократической машины[16].
- Требования к преподавателям к повышению «научной продуктивности» при наличии вышерассмотренных проблем[16]. Что привело к появлению платных услуг по публикации статей в серых изданиях и «международных конференций»[17]. Отчётно-рейтинговая система в образовательной науке — в аспирантуре и в среде преподавателей — приводит к коррупционной составляющей. Деньги берут за публикации в рецензируемых журналах, в изданиях Scopus или Web of Science (стоимость публикации зависит от импакт-фактора издания), а также за искусственно организованное цитирование[18].
- Отсутствие внятных перспектив карьерного роста для ученых в России (достижение степени доктора наук не означает в России достойного уровня жизни и престижа)[17].
- Реформирование высшего образования в России реализуется в двух основных направлениях: снижение государственного финансирования образования (с чем связана коммерциализация обучения в государственных вузах и сокращение количества вузов) и усиление бюрократического контроля[19].
- Онлайн-образование грозит высвобождением значительной части преподавательского состава в вузах[9].
- Ректорами вузов становятся люди назначаемые сверху. Критика вышестоящих чиновников в таком случае невозможна и даже опасна для инициатора[18].

Переход к Болонской системе, начавшийся в 2003 году, едва ли можно признать осуществившимся и ответственным за все современные проблемы. Россия не стала частью единого образовательного пространства, что подразумевается Болонской системой. Российские дипломы в европейских странах не признаются без дополнительных процедур. Единственное «приобретение» российского образования, полученное от Болонской системы — это внедрение системы «бакалавр, магистр, доктор», причудливо накладывающееся на сохраняющуюся советскую модель аспирантуры и советскую же модель присуждения учёных степеней.

## Последствия
- Астенический невроз у старшеклассников[10].
- Средний уровень специалистов из вузов — низкий, в плане соответствия их подготовки современным требованиям, уровню развития современной науки и техники[5]. Людей с дипломами, то есть якобы образованных людей, большое количество, однако специалистов своего дела, мастеров, так называемых «грамотных руководителей», практически нет[18].
- Переезд десятков тысяч учёных за границу[17].
- Эволюционная социокультурная катастрофа. Реформаторская деятельность в сфере высшего образования не совершенствует, а убивает российскую науку, снижает интеллектуальный потенциал страны[21].
- В 2000-е годы возникла тенденция, когда молодые люди стремятся не только учиться в европейских странах, но и получать ученые степени в западных университетах[22].

## Предложения
Предложения по среднему, школьному образованию:
- Постановка задачи образования на становление человека как личности через приобщение к ценностям культуры и общественной жизни[5]. Задача воспитания как организованного проекта, направленного на становление и формирование личности, значительно усложняется. Недостаточно передать опыт и знания, недостаточно показать нравственные образцы — необходимо заложить в личность юного человека творческую способность к самовоспитанию, к гибкой и в то же время последовательной и целенаправленной работе по выстраиванию своей идентичности, фильтрации излишнего[23].
- Переориентация с переполнения юного, еще не окрепшего разума огромным количеством информации, на то, чтобы научить учиться. Должны закладываться навыки самостоятельной интеллектуальной деятельности[5].

Предложения по средним и высшим специализированным учебным заведениям:
- Обучение конкретным профессиям, с акцентом на овладении необходимыми знаниями и навыками[5],
- Задача гуманитарного образования в техническом вузе состоит в том, чтобы студент увидел границы, то есть ограниченность культуры научно-технического типа[24].

Предложения по университетскому образованию:
- Фундаментальное и разностороннего образование[5],
- Преодоление paстущего разрыва западной и отечественной науки возможно лишь на путях действительного повышения качества образования молодых специалистов, повышения престижа и финансирования научной деятельности, активизации международных контактов, поощрении активности ученых и преподавателей, располагающих соответствующими возможностями по установлению международных связей, помощь в переводе отечественных публикаций на иностранные языки, повышение квалификации преподавателей (и не за их собственный счет на непонятных однодневных семинарах и тренингах). Однако данных реальных шагов со стороны власти не предпринимается[21].